# سالواتور موندی (نقاشی)
سالواتور موندی (به ایتالیایی: Salvator Mundi) به معنای منجی جهان نام یک نقاشی از مدرسه لئوناردو است ( نه خود لئوناردو داوینچی ) که در آن عیسی مسیح به تصویر کشیده شده‌است. این اثر از جمله آثار انگشت‌شمار برجای مانده و یکی از دو نقاشی متعلق به لئوناردو داوینچی است که هنوز در تملک مالک خصوصی است.

## فروش
در سال ۲۰۱۱ نگارخانه ملی لندن این تابلو را با عنوان اثر مدرسه لئوناردو به نمایش گذاشت. (زیرا این تابلو امضای مدرسه لئوناردو و نه خود داوینچی را داشت؛ یعنی شاگردان لئوناردو داوینچی در کارگاه او نقاشی می‌کردند و خود او گاهی تابلو را ویرایش می‌کرده‌است. همچنین تنها ۱۵ تابلو در جهان امضای لئوناردو داوینچی را دارند و باقی، در کارگاه او کشیده شده‌اند) همزمان رابرت سایمون برخلاف وعده خود به نگارخانه ملی لندن تلاش کرد تابلو را بفروشد. اما موفق نشد؛ زیرا مشتریان حرفه‌ای در اصالت تابلو شک داشتند.
در سال ۲۰۱۳ یک میلیاردر روسی به نام دمیتری ایفگنویچ ریبولوفلیف ساکن موناکو با میانجی‌گری حراجی ساتبیز و با همکاری یک دلال فرانسوی، منجی جهان را به قیمت ۱۲۷ میلیون دلار خرید. این موضوع به سرخط رسانه‌های هنری تبدیل شد و روزنامه نیویورک تایمز قیمت واقعی تابلو را ۸۰ میلیون دلار برآورد کرد. این قیمت، گمان دربارهٔ اصالت تابلو را بیشتر کرد. در سال ۲۰۱۶ دمیتری ریبولوفلیف تصمیم به فروش تابلو از طریق حراجی کریستیز گرفت. حراجی کریستیز در آگهی فروش خود تلاش کرد به شک و تردیدها دربارهٔ اصالت منجی جهان پایان دهد.
در ۱۵ نوامبر ۲۰۱۷ تابلوی سالواتور موندی در حراجی کریستیز نیویورک به قیمت ۴۰۰ میلیون دلار آمریکا چکش خورد. کمیسیون حراجی نیز مبلغی برابر ۵۰٬۳۱۲٬۵۰۰ شد که به قیمت فروش، افزوده شد. در کل، خریدار مبلغ ۴۵۰٬۳۱۲٬۵۰۰ میلیون دلار آمریکا برای خرید این اثر پرداخت کرد که این اثر را به گران‌ترین نقاشی فروخته‌شده جهان تبدیل کرد. خریدار نهایی این اثر با تماس تلفنی در حراجی شرکت کرده‌بود و هویت او کاملاً مشخص نبود؛ اما شایعات نام «شاهزاده بدر بن عبدالله بن فرحان آل سعود» را به عنوان صاحب این اثر مطرح کرده‌اند. موزه لوور ابوظبی در امارات متحده عربی در دسامبر ۲۰۱۷ اعلام کرد قصد نمایش عمومی این اثر را دارد. اما همچنان مشخص نکرد که خود مالک تابلو هست یا نه. در ۷ دسامبر ۲۰۱۷ گزارش شد که محمد بن سلمان ولیعهد عربستان سعودی خریدار این نقاشی بوده‌است.
در جریان سفر محمد بن سلمان به فرانسه در آوریل ۲۰۱۸ دولت عربستان از دولت فرانسه خواست که اصالت منجی جهان را بررسی کند. برای اینکار تابلو به پاریس فرستاده شد و وزارت فرهنگ فرانسه مسئولیت بررسی را به موزه لوور و مرکز پژوهش و مرمت موزه‌های فرانسه سپرد. پس از سه ماه بررسی که با همکاری کارشناسان بین‌المللی و با استفاده از تازه‌ترین فناوری‌ها انجام شد اعلام کردند که «لئوناردو داوینچی تنها دستی در نقاشی منجی جهان برده‌است». با این وجود محمد بن سلمان اصرار داشت که در هنگام برگزاری نمایشگاه سال ۲۰۱۹ که موزه لوور به مناسبت پانصدمین سال‌مرگ داوینچی برگزار می‌شد منجی جهان را کنار مونالیزا بگذارند و بگویند که کار خود لئوناردو داوینچی است. اما سرانجام امانوئل مکرون درخواست محمد بن سلمان را رد کرد. اما نتیجه پژوهش کارشناسان هیچگاه رسانه‌ای نشد و در بایگانی مرکز پژوهش و مرمت موزه‌های فرانسه هیچ نسخه‌ای از این بررسی موجود نیست و مسئولان موزه لوور نیز هیچگاه حاضر نشدند به پرسش‌ها پاسخ دهند.

## کیفیت اثر
برخی از مهم‌ترین کارشناسانِ آثار برجستهٔ هنری، از تمیز کردن «بیش از اندازه» و روند بازسازی نقاشی ایراد گرفته‌اند. همچنین ایرادهایی بر قاب چوبی بیدزدهٔ اثر وارد شده‌است.

## کپی‌ها

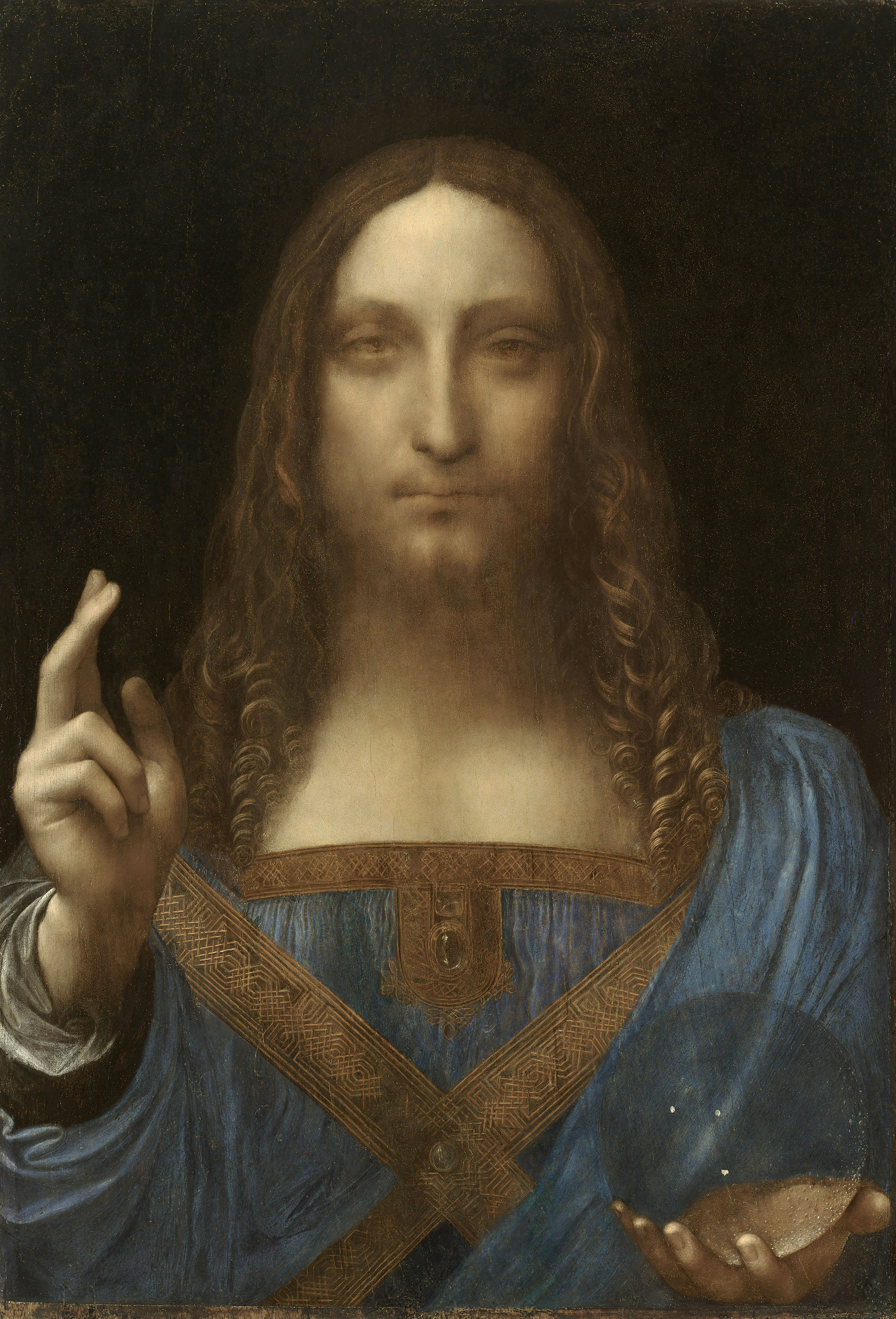
بدون قاب
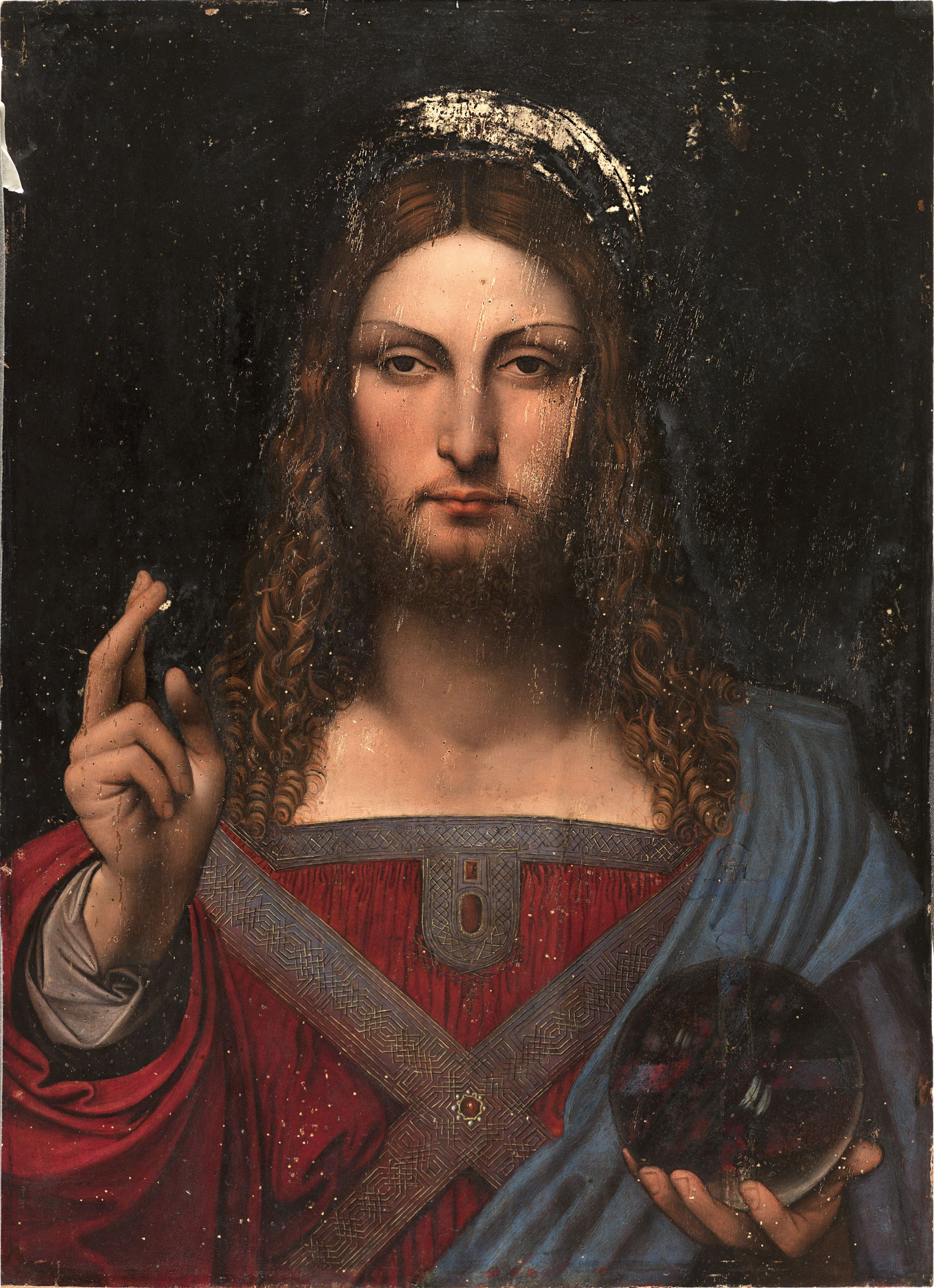
کپی شده توسط یکی از اعضای کارگاه لئوناردو (مکان نامعلوم)
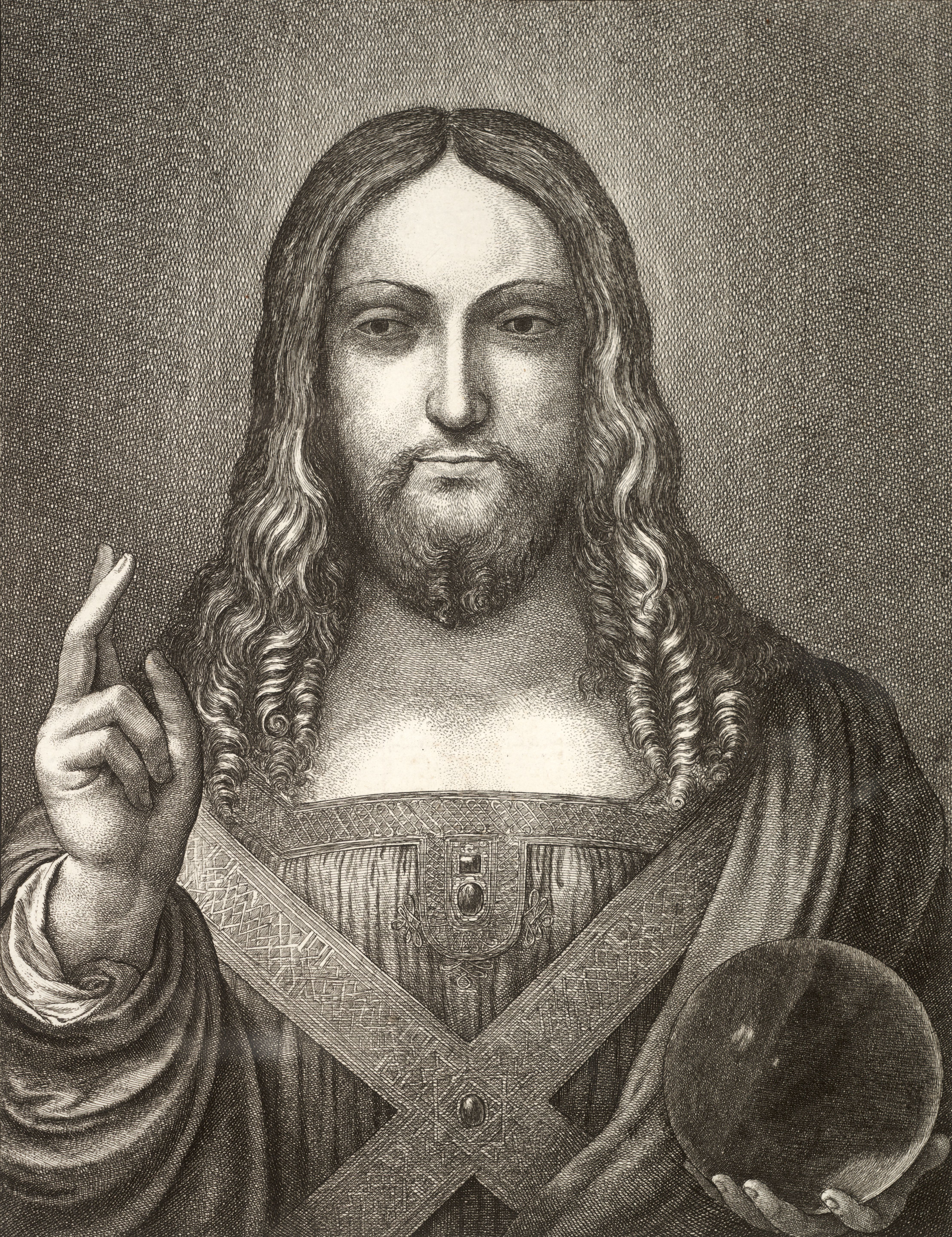
قلم زده توسط Wenceslaus Hollar (۱۶۰۷–۱۶۷۷)، کتابخانه کتاب‌های کمیاب توماس فیشر، دانشگاه تورنتو
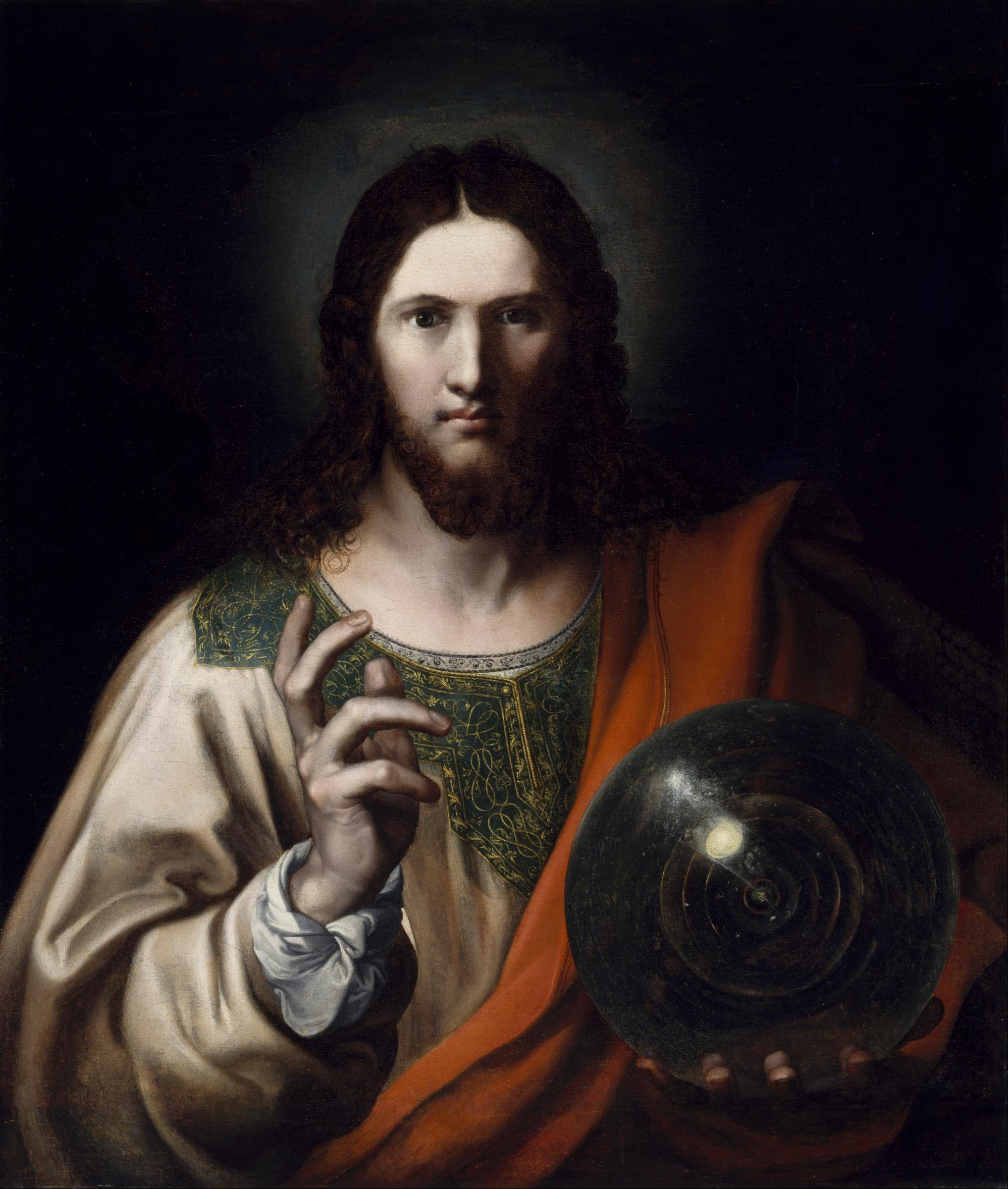
کپی شده توسط یک هنرمند ناشناس سبک فلاندری (حدود ۱۷۵۰ تا ۱۷۷۵)، موزه هنرهای زیبا (هیوستون)